# .dot
.dot è l'estensione dei file di modello di Microsoft Office Word.

## Caratteristiche
I modelli in formato "dot" vengono utilizzati per creare documenti tramite il programma Microsoft Word. I documenti creati sulla base dei file "dot" utilizzano l'impostazione grafica e la formattazione specificate nel file del modello. Ad esempio, creando un file "dot" in cui è presente un'intestazione o un logo è possibile creare documenti come se fossero stampati su carta intestata.
I modelli sono diventati particolarmente utili con Microsoft Office 2003 grazie alle funzionalità avanzate per la formattazione e la creazione di stili personalizzati.

## Normal.dot
La pagina bianca che Word carica all'avvio è anch'essa in formato ".dot", e il suo nome completo è "normal.dot". Solitamente è posizionata nella cartella in cui è installato il pacchetto Office, all'interno della cartella Modelli, ma la posizione potrebbe variare da versione a versione.

## Tipo MIME
Il tipo MIME dei documenti .dot può variare a seconda del file. I formati più comuni sono:
```
application/msword
application/dot
application/x-dot
application/doc
application/microsoft_word
application/mswor2c sc2
application/x-msword
zz-application/zz-winassoc-dot

```